# Drugie Swierdłowskie Przedsiębiorstwo Lotnicze
Drugie Swierdłowskie Przedsiębiorstwo Lotnicze (ros. Второе Свердловское авиапредприятие) – rosyjska linia lotnicza z siedzibą w Jekaterynburgu. Linie obsługiwały regionalne połączenia krajowe.